# Ksibet El Médiouni
Ksibet El Médiouni o Ksiba El Mediouni (àrab: قصيبة المديوني, Qṣībat al-Madyūnī) és una ciutat de la rodalia de Monastir, situada a uns 10 km de la ciutat, a la costa Mediterrània, dins de la governació de Monastir. La ciutat té uns 12.000 habitants. És capçalera d'una delegació amb 28.550 habitants.

## Economia
Té força activitat comercial i turística, pesca, artesania i indústria tèxtil i química.

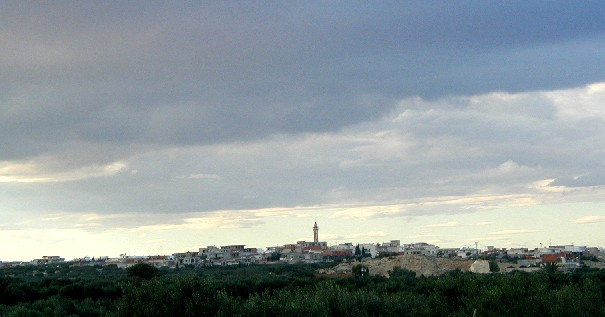
Kisbet El Mediouni

## Història
Encara que es creu que hi va haver un castell de vigilància d'època almohade, la ciutat pròpiament dita no es va fundar fins cap al segle xvii, quan Mohamed Ben Abdallah El Mediouni, conegut com Sidi El Mediouni, va escollir la zona per establir-hi la seva zàuiya i construir-hi una mesquita.

## Administració
És el centre de la delegació o mutamadiyya homònima, amb codi geogràfic 32 62 (ISO 3166-2:TN-12), dividida en cinc sectors o imades:
- Ksibet El Mediouni (32 62 51)
- Touza (32 62 52)
- Benen Sud (32 62 53)
- Benen Nord (32 62 54)
- Bodher (32 62 55)

Al mateix temps, forma una municipalitat o baladiyya (codi geogràfic 32 35).